# Вацлав Вохоска
Вацлав Вохоска (Václav Vochoska, 26 липня 1955) — чехословацький академічний веслувальник.
Бронзовий призер Олімпійських Ігор 1976 (парні четвірки), 1980 (парні двійки) років.
Срібний призер Чемпіонату світу 1975, 1977 років у складі парної четвірки.